# コッカリル 90mm低圧砲
コッカリル 90mm低圧砲（英語: Cockerill 90 mm low-pressure gun）は、ベルギーのコッカリル（CMI）社によって開発された低圧砲。戦車砲ないし車載歩兵砲として運用される。

## 来歴
1974年、CMI社は、装甲戦闘車両向けの90mm砲の開発に着手した。このとき、主力戦車の主砲は既にロイヤル・オードナンス L7を代表とする105mm砲にシフトしていたことから、この新しい90mm砲は低反動の低圧砲として、主力戦車よりも小型・軽量の車両での運用に重点をおいて開発された。
高低圧理論を応用した低圧砲であり、使用する砲弾はMECAR、ロイヤル・オードナンス、GIAT社などによって供給された。Mk.1に続いて開発されたMk.2では、後座長を300mmから500mmに増加させ、改良型の駐退復座機が採用された。また、Mk.3では、さらに閉鎖機にリコッキング機能が付与されているほか、反動も13,000kgから8,500kgに軽減されている。
Mk.1-3砲の砲身は、いずれも特殊なエレクトロスラグ再溶解法（ESR）によって精錬されている。通常は3段式の砲口制退器が採用されているが、1986年に登場したMk.3 MA1では、APFSDS弾の運用に対応して、単段式とされた。

## Mk.3
コッカリル Mk.3 90mm砲は、7トン前後の装甲戦闘車両への搭載を狙って設計されており、当初はCM90砲塔システムに搭載されてのセールスが行われていたが、後にCM90を改良したCSE90に移行した。合計で約2,300門のMk.3 90mm砲が生産されている。
CM90
2名用砲塔。Mk.3 90mm砲と、同軸に配された7.62mm機銃、OIP射撃統制システム、キャデラック・ゲージ・テキストロンの二軸式安定化システムを備えており、防弾能力はSTANAG 4569規格レベル1を基本として、顧客の要求に応じてレベル4まで強化することができる。
CSE90
CM90をベースに、ナイトビジョンの搭載など、ベトロニクスを強化した改良型。
Mk.3 90mm砲は、下記のような車両への適合性が実証されている。
 アメリカ合衆国
- キャデラック・ゲージ LAV-150
- キャデラック・ゲージ LAV-300
- ジェネラル・ダイナミクス ドラグーン
- BAE システムズ・ランド・アンド・アーマメンツ M113

 イギリス
- アルヴィス ウォーリア
- アルヴィス スコーピオン
- GKN シンバ

 イタリア
- フィアット 6616

 オーストリア
- シュタイア SK105
- シュタイア パンデュールI

 スイス
- モワク ピラーニャ

 スペイン
- BMR装甲兵員輸送車

 ブラジル
- EE-9

 フランス
- パナール ERC 90 F1（イスパノ・スイザ製砲塔）
- GIAT AMX-13
- ルノー VBC-90

 ベルギー
- SIBMAS（ドイツ語版）

 ドイツ
- コンドル

 ロシア
- PT-76

## Mk.8
コッカリル Mk.8 90mm砲は、10トンないし20トン級装甲戦闘車両への搭載を狙って設計されており、LCTS90砲塔システムに搭載されてのセールスが行われている。1992年-1993年にかけて最初の試作砲が完成し、1996年にクウェート軍が採用したのを皮切りに、現在までに4ヶ国が採用している。
Mk.8 90mm砲は、Mk.3よりも砲腔内圧を高め、砲身長も延長することにより、高初速を確保している。これにより、従来の105mmに匹敵する対戦車能力を獲得した。
LCTS90は、安定化された昼間用/熱線暗視サイトと弾道計算コンピュータを備えている。また、砲手用サイトとは独立して、車長用にも全周捜索可能なサイトが設けられている。砲弾の搭載弾数は37発である。また、自己防護用として、66mm、76mmないし80mmの発煙弾発射機を砲塔側面に搭載しているほか、オプションとして、レーザー光線警戒装置を搭載して発煙弾発射機と連接することで、レーザー照射を受けた場合に、その方向に自動的に煙幕を展開できる。

### 採用国
クウェート
- シュタイア パンデュールI（6×6）

 カタール
- モワク ピラーニャ（8×8）

 サウジアラビア
- LAV-AG（Light Armoured Vehicle-Assault Guns）

 ベルギー
- AIV（Armoured Infantry Vehicle: モワク ピラーニャIIIC; 8×8）

## 諸元表
|                        | Mk.3                       | Mk.8                       |
| ---------------------- | -------------------------- | -------------------------- |
| 口径                   | 90mm                       | 90mm                       |
| 砲身長                 | 3,248mm（36口径長）        | 4,365mm（48.5口径長）      |
| 砲重量                 | 456 kg (1,010 lb)          | 725 kg (1,600 lb)          |
| 薬室圧力               | 210 MPa (30,000 psi)       | 310 MPa (45,000 psi)       |
| 砲口制退器             | 単段式                     | 単段式                     |
| 初速（APFSDS使用時）   | 1,200メートル毎秒          | 1,345メートル毎秒          |
| 射程                   | 6,000メートル （仰角30度） | 7,800メートル （仰角20度） |
| 侵徹長（APFSDS使用時） | 100mm （1,000m、60度）     | 300mm （2,000m）           |